# توجيه الخدمات في السوق الداخلية 2006

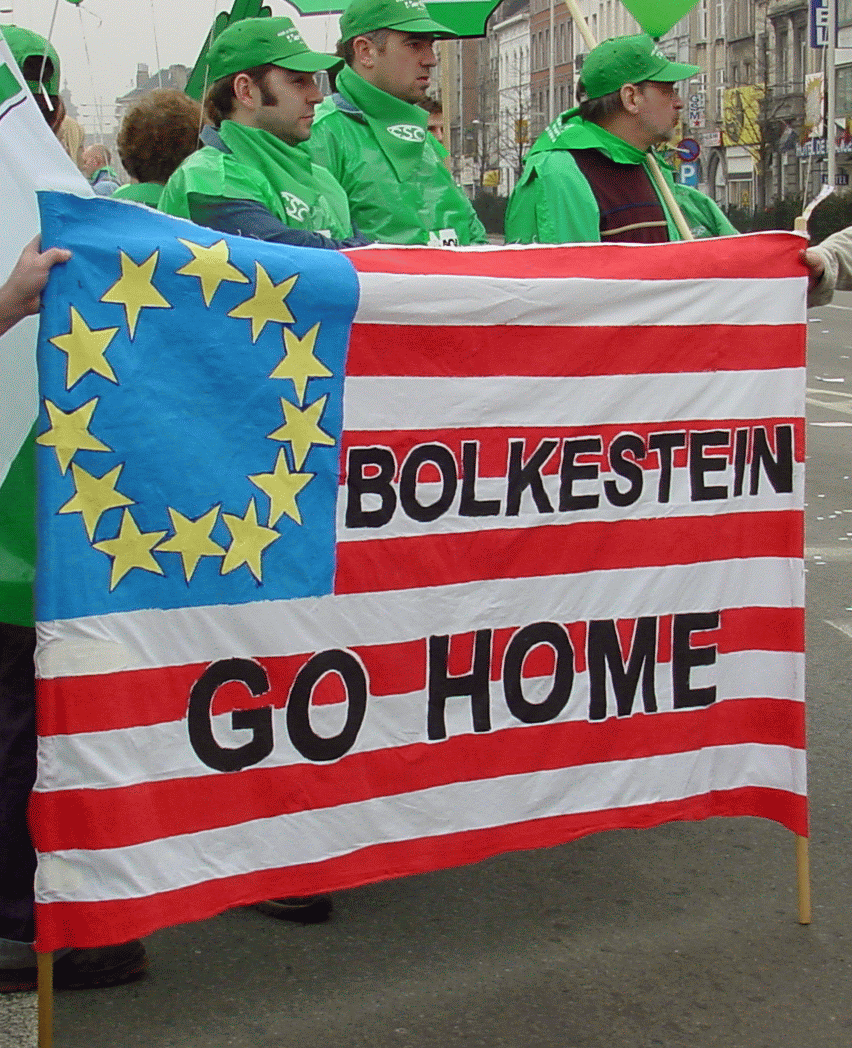
احتجاج ضد فريتس بولكستين في بروكسل في ١٩ مارس ٢٠٠٥

توجيه الخدمات في السوق الداخلية 2006 (يسمى أيضًا توجيه بولكستين) هو أحد قوانين الاتحاد الأوروبي يهدف إلى إنشاء سوق موحدة للخدمات داخل الاتحاد الأوروبي.